# Eva Nitschke
Eva Nitschke (* 28. August 1956 in Saarbrücken als Eva Dick), geschiedene Eva Käufer ist eine ehemalige deutsche Ruderin.

## Biografie
Eva Nitschke nahm unter ihrem Mädchennamen Dick an den Olympischen Sommerspielen 1976 in Montreal teil. Sie war Teil der deutschen Crew, die in der Regatta mit dem Achter den fünften Platz belegte. 1977 und 1978 wurde sie Deutsche Meisterin im Zweier ohne Steuerfrau sowie im Vierer mit Steuerfrau. Zudem gewann sie 1976 den deutschen Meistertitel im Zweier ohne Steuerfrau.
Später heiratete sie den Ruderer Hansjörg Käufer, von dem sie sich jedoch scheiden ließ. Ihr gemeinsamer Sohn Urs Käufer wurde ebenfalls Ruderer. Beruflich war Nitschke als Lehrerin an der Valckenburgschule Ulm tätig.